# Beker van België (herenhandbal)
De Beker van België is een bekercompetitie in het Belgische herenhandbal, die naast de reguliere competities wordt georganiseerd. De inrichtende macht is de Koninklijke Belgische Handbalbond (KBHB). De competitie vindt plaats sinds 1960.

## Erelijst
- 1960 ROC Flémalle
- 1961 ROC Flémalle
- 1962 ROC Flémalle
- 1963 (niet gespeeld)
- 1964 (niet gespeeld)
- 1965 (niet gespeeld)
- 1966 (niet gespeeld)
- 1967 HC Inter Herstal
- 1968 Avia Woluwe
- 1969 Sparta Aalst HC
- 1970 Mont-s-Marchienne
- 1971 KV Sasja HC Hoboken
- 1972 Avanti Lebbeke
- 1973 KV Sasja HC Hoboken
- 1974 (niet gespeeld, staking Luik)
- 1975 Progrès HC Seraing
- 1976 Progrès HC Seraing
- 1977 KV Sasja HC Hoboken
- 1978 Klub Mechelen HC
- 1979 Avanti Lebbeke
- 1980 Sporting Neerpelt
- 1981 KV Sasja HC Hoboken
- 1982 KV Sasja HC Hoboken
- 1983 Union Beynoise
- 1984 Initia HC Hasselt
- 1985 Avanti Lebbeke
- 1986 Union Beynoise
- 1987 Sporting Neerpelt
- 1988 Sporting Neerpelt
- 1989 Sporting Neerpelt
- 1990 Initia HC Hasselt
- 1991 Initia HC Hasselt
- 1992 HC Herstal
- 1993 Union Beynoise
- 1994 Sporting Neerpelt
- 1995 Initia HC Hasselt
- 1996 HC Herstal
- 1997 Sporting Neerpelt
- 1998 Initia HC Hasselt
- 1999 Initia HC Hasselt
- 2000 HC Eynatten
- 2001 Sporting Neerpelt
- 2002 Sporting Neerpelt
- 2003 Initia HC Hasselt
- 2004 United HC Tongeren
- 2005 United HC Tongeren
- 2006 Sporting Neerpelt
- 2007 KV Sasja HC Hoboken
- 2008 United HC Tongeren
- 2009 United HC Tongeren
- 2010 Initia HC Hasselt
- 2011 United HC Tongeren
- 2012 Initia HC Hasselt
- 2013 Achilles Bocholt
- 2014 Initia HC Hasselt
- 2015 Achilles Bocholt
- 2016 United HC Tongeren
- 2017 Achilles Bocholt
- 2018 Initia HC Hasselt
- 2019 Achilles Bocholt
- 2020 geen winnaar (COVID-19-pandemie)
- 2021 Achilles Bocholt
- 2022 Achilles Bocholt
- 2023 Achilles Bocholt
- 2024 HC Visé BM

Aantal bekeroverwinningen Heren/club:
- Initia HC Hasselt: 11
- Sporting Neerpelt: 9
- Sezoens Achilles Bocholt: 7
- KV Sasja HC Hoboken, United HC Tongeren:  6
- Avanti Lebbeke, HC Beyne, ROC Flémalle, HC Herstal Seraing: 2
- Eynatten, Inter Herstal, Avia Woluwe, Sparta Aalst, Mont sur Marchienne, Klub Mechelen HC, HC Visé BM: 1